# Історичний переказ
Історичний переказ — жанр фольклорної прози, в якому оповідається про події та особистостей, що зафіксовані в письмових історичних джерелах. В історичному переказі вигадка поєднується з історичними відомостями, доповнюючи їх в контексті національної фольклорної традиції.

## Характеристики
Переважно в історичних переказах вигадка переважає над дійсністю, проте описує загальновідомих історичних постатей і події. Для українців це, наприклад, Олекса Довбуш або Устим Кармалюк. Їм можуть приписуватися вигадані вчинки, здібності. Перекази часом набувають міфологічного характеру, що не заперечує, втім, частки їхньої правдивості. Деякі перекази дуже точно та хронологічно описують історичні події.